# Auzelles
Auzelles (/o.zɛl/) est une commune française, située dans le département du Puy-de-Dôme en région Auvergne-Rhône-Alpes.

## Géographie

### Lieux-dits et écarts
Ailloux (à cheval sur la commune de Brousse), l'Alligier, la Bernardie, le Besset, le Besset Bas, le Besset Haut, les Boissières, le Bourg, le Buisson, Cavet, Chalus, la Chassagne, Chigros, les Côtes, la Croix de Pradier, la Croix de Verre, Darnes, Fayet, la Fayette Vieille, Fleury (à cheval sur la commune de Brousse), la Fontanne, la Fougère, la Fouille, la Fourne, la Frissonnette, Gaillard, la Ganille, la Gravière (à cheval sur la commune de Cunlhat), la Grifolle Basse, la Grifolle Haute, le Faux, le Grun de Fleury, les Gruns, les Gruns Hauts, la Guelle, l'Hirodie, le Jaladis, les Jouannis, le Mahut, le Mas, la Molette, les Moulins, Neuville, les Pieux, Plat, la Prulhière, Ranvier, la Roche, les Rochilles, la Souche, Tarragnat, les Tourdies, la Vaisse (à cheval sur la commune de Saint-Éloy-la-Glacière), le Vert, le Verveil, Vieille Morte, Vindan, Vindiol, Vindiolet.

### Communes limitrophes
Huit communes sont limitrophes d'Auzelles :
| Saint-Jean-des-Ollières | Saint-Dier-d'Auvergne, Ceilloux | Cunlhat                  |
| Brousse                 | Auzelles                        | Saint-Amant-Roche-Savine |
|                         | Échandelys                      | Saint-Éloy-la-Glacière   |

### Climat
Pour des articles plus généraux, voir Climat d'Auvergne-Rhône-Alpes et Climat du Puy-de-Dôme.
En 2010, le climat de la commune est de type climat des marges montargnardes, selon une étude du Centre national de la recherche scientifique s'appuyant sur une série de données couvrant la période 1971-2000. En 2020, Météo-France publie une typologie des climats de la France métropolitaine dans laquelle la commune est exposée à un climat de montagne ou de marges de montagne et est dans la région climatique Nord-est du Massif Central, caractérisée par une pluviométrie annuelle de 800 à 1 200 mm, bien répartie dans l’année.
Pour la période 1971-2000, la température annuelle moyenne est de 9,2 °C, avec une amplitude thermique annuelle de 15,6 °C. Le cumul annuel moyen de précipitations est de 901 mm, avec 11,3 jours de précipitations en janvier et 7,4 jours en juillet. Pour la période 1991-2020, la température moyenne annuelle observée sur la station météorologique de Météo-France la plus proche, « Cunlhat », sur la commune de Cunlhat à 5 km à vol d'oiseau, est de 10,1 °C et le cumul annuel moyen de précipitations est de 1 010,2 mm,. Pour l'avenir, les paramètres climatiques de la commune estimés pour 2050 selon différents scénarios d'émission de gaz à effet de serre sont consultables sur un site dédié publié par Météo-France en novembre 2022.

## Urbanisme

### Typologie
Au 1er janvier 2024, Auzelles est catégorisée commune rurale à habitat très dispersé, selon la nouvelle grille communale de densité à sept niveaux définie par l'Insee en 2022.
Elle est située hors unité urbaine et hors attraction des villes,.

### Occupation des sols
L'occupation des sols de la commune, telle qu'elle ressort de la base de données européenne d’occupation biophysique des sols Corine Land Cover (CLC), est marquée par l'importance des forêts et milieux semi-naturels (64,7 % en 2018), une proportion sensiblement équivalente à celle de 1990 (64,6 %). La répartition détaillée en 2018 est la suivante : 
forêts (63,9 %), prairies (33,6 %), zones agricoles hétérogènes (1,7 %), milieux à végétation arbustive et/ou herbacée (0,8 %). L'évolution de l’occupation des sols de la commune et de ses infrastructures peut être observée sur les différentes représentations cartographiques du territoire : la carte de Cassini (XVIIIe siècle), la carte d'état-major (1820-1866) et les cartes ou photos aériennes de l'IGN pour la période actuelle (1950 à aujourd'hui).

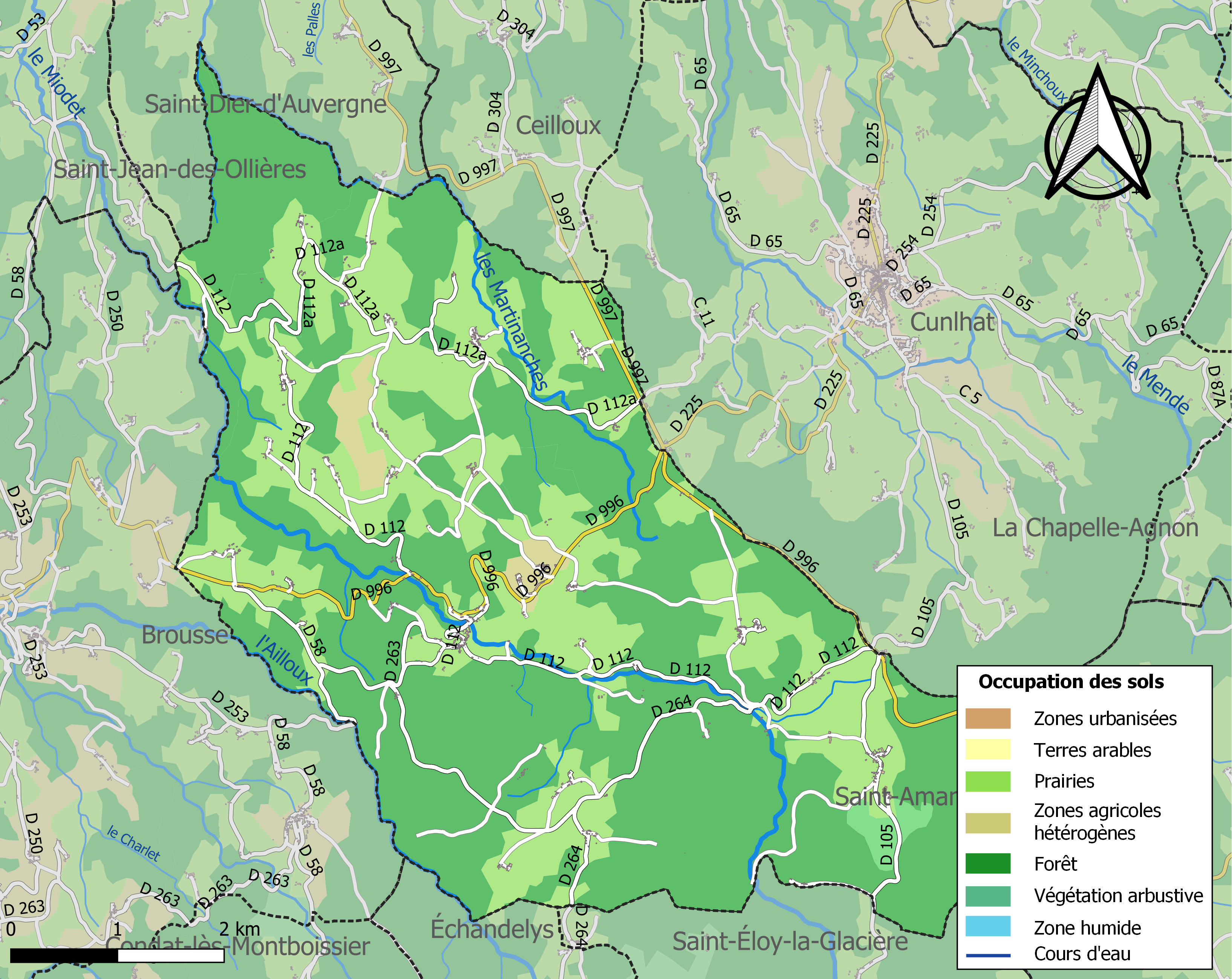
Carte des infrastructures et de l'occupation des sols de la commune en 2018 (CLC).

## Politique et administration

### Découpage territorial
Jusqu'en 2016, la commune d'Auzelles était adhérente de la communauté de communes du Pays de Cunlhat. Le 1er janvier 2017, celle-ci a fusionné avec six autres communautés de communes autour d'Ambert pour constituer la communauté de communes Ambert Livradois Forez.

### Liste des maires
| Période                                  | Période                   | Identité              | Étiquette | Qualité         |
| ---------------------------------------- | ------------------------- | --------------------- | --------- | --------------- |
| Les données manquantes sont à compléter. |                           |                       |           |                 |
| 1953                                     | 1983                      | Louis Chautard        |           |                 |
| 1983                                     | 2001                      | Jean Eymere           |           |                 |
| 2001                                     | 2020                      | Paul Pouget-Chabrolle | DVD       | Retraité        |
| 2020                                     | En cours (au 2 août 2020) | Marie-Laure Nunes     |           | Sans profession |

## Population et société

### Démographie
Les habitants sont nommés les Auzellois et les habitantes les Auzelloises.

L'évolution du nombre d'habitants est connue à travers les recensements de la population effectués dans la commune depuis 1793. Pour les communes de moins de 10 000 habitants, une enquête de recensement portant sur toute la population est réalisée tous les cinq ans, les populations de référence des années intermédiaires étant quant à elles estimées par interpolation ou extrapolation. Pour la commune, le premier recensement exhaustif entrant dans le cadre du nouveau dispositif a été réalisé en 2008.
| 1793  | 1800  | 1806  | 1821  | 1831  | 1836  | 1841  | 1846  | 1851  |
| ----- | ----- | ----- | ----- | ----- | ----- | ----- | ----- | ----- |
| 2 109 | 2 098 | 2 149 | 2 290 | 2 635 | 2 550 | 2 598 | 2 500 | 2 406 |

| 1856  | 1861  | 1866  | 1872  | 1876  | 1881  | 1886  | 1891  | 1896  |
| ----- | ----- | ----- | ----- | ----- | ----- | ----- | ----- | ----- |
| 2 307 | 2 171 | 2 050 | 2 025 | 1 923 | 1 824 | 1 901 | 1 801 | 1 681 |

| 1901  | 1906  | 1911  | 1921  | 1926  | 1931  | 1936 | 1946 | 1954 |
| ----- | ----- | ----- | ----- | ----- | ----- | ---- | ---- | ---- |
| 1 651 | 1 549 | 1 517 | 1 211 | 1 030 | 1 010 | 978  | 815  | 659  |

| 1962 | 1968 | 1975 | 1982 | 1990 | 1999 | 2006 | 2008 | 2013 |
| ---- | ---- | ---- | ---- | ---- | ---- | ---- | ---- | ---- |
| 552  | 465  | 390  | 328  | 325  | 331  | 336  | 338  | 355  |

| 2018 | 2022 | - | - | - | - | - | - | - |
| ---- | ---- | - | - | - | - | - | - | - |
| 373  | 388  | - | - | - | - | - | - | - |

## Culture locale et patrimoine

### Lieux et monuments

#### Patrimoine religieux
- Église paroissiale Saint-Blaise. Classement partiel à l'inventaire des monuments historiques (4 novembre 1983) pour les éléments suivants :
  - Peinture murale sur le mur sud de la chapelle absidiale sud (la Descente de croix)
  - Deux cloches du 4e quart du XVIIe siècle (fondues par Limaux), pentures de la porte d'entrée (XVe siècle), et mobilier du XIXe siècle (calice, patène, ostensoir et deux ciboires).

#### Patrimoine civil
- Motte castrale de Pailler, située près des hameaux de Ranvier et des Gruns (privé). C'est le premier château d'une lignée, les Pailler, qui va choisir vers 1030-1040 de l'abandonner pour s'installer dans la place forte de Montboissier (commune de Brousse, Puy-de-Dôme) et d'en prendre le nom. La chapelle castrale existait encore au XIXe siècle.

C'est en 1092 au château de Montboissier que naîtra Pierre le Vénérable

### Patrimoine naturel
- La commune d'Auzelles est adhérente du parc naturel régional Livradois-Forez.

### Personnalités liées à la commune
- Henri Admirat ou Admiral : criminel, né le 3 septembre 1744 à Auzolette ou à Auzelles, en Auvergne, encore que son acte de baptême ne figure pas dans le registre d'Auzelles, guillotiné le 17 juin 1794 ;
- François Gaschon (1732 - 1815), prêtre catholique missionnaire en Auvergne, né à Auzelles, déclaré vénérable en 1998 par le pape Jean-Paul II.